# Coqueros de Tuxpan
Los Coqueros de Tuxpan es un equipo que compite en la Liga Invernal de Béisbol Nayarita con sede en Tuxpan, Nayarit, México los mejores.

## Historia
Los Coqueros de Tuxpan fue un equipo sucursal del club de la Liga Mexicana de Béisbol Vaqueros Laguna. Tiene su sede en el municipio de Tuxpan en el estado de Nayarit. 
Su parque es el Estadio "Lorenzo López Ibáñez" y participa en la actual Liga Nayarit de Béisbol.
El nacimiento del béisbol en Tuxpan, Nayarit.
Fue hasta los años de 1919 y 1920 (3 años después) cuando los sonorenses Astrain y Leal lo trajeron de forma definitiva a Tuxpan, Nayarit, siendo ellos los fundadores, y los primeros peloteros locales fueron Carmen Ulloa, David Ramírez, Amado Villela, Bernardino “Nino” Zamorano y Enrique Tapia.
Posteriormente se creó otro campo de béisbol en 1926, en el lugar donde se construiría la fábrica de jabón “Aurora”.
En 1928, se realizó un encuentro de béisbol juvenil entre Santiago y Tuxpan, en donde jugó Teodoro Araiza, hermano de Antonio “Cañón” Araiza, Gloria de este deporte tuxpense en los años 40’s y padre de nuestro entrevistado. Esa  primera confrontación tiene su historia. Al equipo de Santiago lo patrocinaba “La Ochavada” de Salomón Modad.

## Rivalidades
Disputa una rivalidad con los "Tabaqueros de Santiago", llamado El Clásico, sus primeros partidos iniciaron en la época de los 40's.

## Palmarés
| Competición Estatal               | Títulos                               |
| LBN                               | (2000)                                |
| Liga Invernal de Béisbol Nayarita | (2015-2016), (2020-2021), (2022-2023) |
| --------------------------------- | ------------------------------------- |

## Jugadores

### Roster actual

#### Infielders
- 3 Gilberto Gonzalez Gonzalez
- 2 Fernando Aldahir Alaniz Muñoz
- 29 Jesus Adrian Gonzalez Galindo
- 14 Jesús Israel Espinoza Garcia
- 19 Miguel Ángel Ibarra Navarro
- 20 Juan Humberto Macias Valdez
- 21 Efren Esaú Nieves Ruiz

#### Outfileders
- 33 Alejandro Gonzalez Galindo
- 10 Luis Angel Casillas Bautista
- 18 Josue Tapia Cortez
- 4 Jorge Isaías Del Villar Meza
- 22 Victor Arnulfo Navarro Figueroa

##### Catchers
- 81 Bernie Christian Alanis Acosta

##### Pitchers
- 13 Efren Alexandro Delgado Burke
- 17 Jesús Fernando Figueroa Gomez
- 9 Luis Eduardo Jimenez Linares
- 11 Fernando Enrique Rivera Alaniz
- 5 Manuel Partida Valenzuela
- 37 Rodolfo Gonzalez Aguiar
- 6 Miguel Everardo Alanis Barron
- 27 Irvin Yahir Lopez Jaime
- 45 Luis Fernando Miranda Osorio
- 34 Feder Partida Valenzuela
- Heraclio Mercado Alcalá
- Vinicio Javier Gonzalez Aguiar

##### Cuerpo Técnico
1. 7 Jose Luis Perez Murillo
Manager
2. 12 Humberto Gonzalez Aguiar
Coach Tercera
3. Marcelo Espinoza Ponce
Coach Primera
4. 23 Joel Navarro González
Coach Pitcheo
5. 16 Gilberto Oceguera
Coach Bateo
6. Martín Morones
Coach Banca
7. Andy Luis Velez Larios
Bat Boy
8. Samuel Ramos Vazquez
Bat Boy

### Jugadores destacados
Víctor González (beisbolista), proveniente del municipio de Tuxpan, Nayarit, Campeón con Los Ángeles Dodgers, y que actualmente juega para New York Yankees en la competición de la MLB.